# スズキ・ストリートマジック
ストリートマジック（STREETMAGIC）はスズキが製造販売していたオートバイである。排気量が50ccの「ストリートマジック50」と、110ccの「ストリートマジック110」が販売されていた。

## 概要
ツインチューブフレームの車体や、ロードスポーツ車風の外観、跨ぐタイプの乗車姿勢などの特徴と、スクーター同様の無段変速機との組み合わせは当時他に類を見ない。イメージキャラクターにTOKIOの長瀬智也を起用し、キャッチコピーは「オレマジ、ストマジ」。エンジンは空冷２ストローク単気筒エンジンで、50cc版は原動機付自転車の出力規制値の7.2馬力を発生する。12インチのホイール、倒立フロントフォークなども特徴的である。

## 歴史

### ストリートマジック50/50S/50Ⅱ
- 1997年2月：ストリートマジック50(TR50V)とストリートマジック50S(TR50SV)の２モデルが同時発売。ストリートマジック50Sは、ストリートマジック50をベースに、エンケイ製アルミ製キャストホイール、オイルダンパー内蔵式フロントフォーク、リザーバタンク付きリアショックを装備した豪華版である。
- 1997年6月：ストリートマジック50Ⅱ(TR50SDV)が追加発売。ストリートマジック50Sをベースに、ブロックパターンのタイヤ、フロントアップフェンダーとブレーキディスクガード、パイプフレームで囲われた丸形の大型ライトなどが装備され、オフロードバイク風に仕立てられた。

- 2000年7月：ストリートマジック50Ⅱ(TR50SDY)が発売。このモデルでは、自動車排出ガス規制に対応させるため、１stマフラーに触媒の追加、キャブレターのセッティングの変更が行われた。その他にも、クラッチアウターカバー、オイルポンプ、シートなどの細部の変更が行われた。
- 2003年4月：ストリートマジック50Ⅱ(TR50SDK3)が発売。従来のオフロードイメージのカラーリングからストリートイメージの高いボディカラーとデカールに変更された。また、フレーム、フロントフェンダー・リアフェンダー、ヘッドライトガード、リアキャリアが黒色塗装に変更された。
- 2005年3月：ストリートマジック50Ⅱ(TR50SDK5)が発売。デカールの変更、フロントブレーキキャリパーカバーが金色から黒色への変更が行われた。
- 2006年11月：自動車排出ガス規制の変更に伴い生産終了。

### ストリートマジック110Ⅱ/110
- 1998年6月:ストリートマジック110Ⅱ(TR110SDW)が発売。ストリートマジック50Ⅱの車体を流用し、エンジンハンガーを延長することでホイールベースの拡張、直進安定性の向上を図っている。エンジンはスズキ・アドレス110に搭載されていた2ストローク単気筒・113ccエンジンを搭載している。
- 1998年8月:ストリートマジック110(TR110SW)が発売。50cc版はストリートマジック50Sが発売された後にストリートマジック50Ⅱが発売されたのに対し、110cc版はそれが逆転している。

## 車名の由来
「ストリート」で走り回る「イエローマジック」の意（イエローマジックとはスズキのモトクロッサーのキャッチコピー) 。ストリートで機敏に動きまわる新しいタイプの乗り物、という意味で命名された。